# 舒舒舒二魚
舒舒舒二魚（2005年7月13日—），為台灣、德國混血網紅，為節目「同學來了」的班底，也曾登上PTT表特版，曾出現於沈玉琳的YouTube節目「威廉沈歡樂送、11點熱吵店」，同時有台版明日香的暱稱。

## 經歷

### 經歷新聞事件一：烹飪影片遭網路輿論攻擊
時間： 2024年5月
於個人社群平台發布了一段烹飪雞肉的影片。引發部分網友的批評影片內容存在潛在的安全風險，並質疑舒二魚藉此炒作流量。舒二魚針對部分網友的惡意評論提起訴訟

### 經歷新聞事件二：指控孫生性騷擾
時間： 2025年2月18日
發布了一篇爆料影片，公開指控反骨男孩成員孫生(孫羿泩)涉及多起性騷擾事件。敘述孫生慣用其在網路上的影響力與名氣，以提供合作機會的名義，邀請小的女網紅飲酒。舒二魚在她17歲時曾被孫生邀請前往夜店，並被要求使用偽造證件入場，但當時遭到她的拒絕。且有另一位匿名女網紅在舒二魚的影片中作證，指控孫生曾在拍攝工作期間，於她面前脫下褲子並做出性暗示行為。該名女網紅因感到害怕，謊稱家中裝設有監視器，才使孫生的行為有所收斂。更指控孫生曾在計程車上對她進行性騷擾，伸手觸摸其內褲。過去曾與孫生合作《今晚住誰家》節目企劃的一位女網紅，曾遭受孫生的性侵未遂。該名女性曾被孫生強壓在身上，並試圖脫去其褲子，整個過程持續約一小時。當時在場的培根與攝影師均未採取任何制止行動。YouTuber培根於2025年2月21日公開回應該指控，他表示當晚團隊借宿於女網紅家中，他與攝影師分別在不同地點就寢，由於背對受害者，並未察覺異狀，直到隔天才得知事件經過，對自身的疏忽深感內疚。

### 經歷新聞事件三：校園失竊事件
時間： 2025年3月2日（事件發生於2023年3月）
舒二魚上傳敘述其於2023年3月在宜蘭就讀高職時的遭遇。當時她攜帶新台幣6000元到學校，其中3000元遭到竊取。當她向學校反映時，校方卻以「本來就不該帶那麼多錢」作為回應令舒二魚感到不滿，故將事件拍攝成影片上傳網路。並在影片中承認當年新聞中的「宜蘭某高職學生小文(化名)」是他本人。在影片發布後，竊取款項的同學主動向舒二魚自首並歸還了3000元，同時請求舒二魚不要報警處理。

## 節目參與

### 網路節目參與
| 節目名稱         | 首播日期                                                                | 頻道/平台               |
| ---------------- | ----------------------------------------------------------------------- | ----------------------- |
| 我愛小明星大跟班 | 2023年11月3日                                                           | YouTube我愛小明星大跟班 |
| 同學來了         | 2021年5月4日 2024年10月14日 2024年11月15日 2024年12月15日 2025年4月18日 | YouTube同學來了         |
| 11點熱吵店       | 2025年3月26日                                                           | YouTube11點熱吵店       |

## 外部連結
- YouTube上的舒舒舒二魚頻道
- 舒舒（莎曼莎）的Facebook專頁
- 舒舒舒二魚的Instagram帳戶